# لژاکی

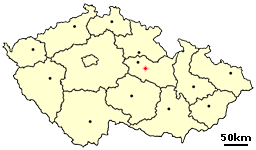
موقعیت مکانی روستای لژاکی در چکسلواکی

لژاکی (چکی: Ležáky) نام روستایی در کشور چکسلواکی بود. در دوران جنگ جهانی دوم و اشغال چکسلواکی، نیروهای آلمان نازی این روستا را به‌تلافی ترور و قتل اوبرگروپنفورر راینهارت هایدریش در بهار ۱۹۴۲، با خاک یکسان کردند.
پیشتر، نیروهای آلمانی روستای لیدیتسه را به بهانهٔ واهیِ کمک به پارتیزان‌ها، با خاک یکسان کرده و تمامی ساکنین بین ۱۴ تا ۸۴ سال را تیرباران کرده بودند. وقتی نیروهای گشتاپو یک فرستندهٔ رادیویی متعلق به نیروهای مقاومت را در لژاکی یافتند و متوجه شدند که اهالی این روستا به برخی پارتیزان‌ها پناه داده بودند؛ بلافاصله ۵۰۰ نیروی اس‌اس به لژاکی اعزام شده و ۳۳ تن از ساکنان بزرگسال آنرا (مرد و زن) تیرباران نمودند. روستای لژاکی نیز با به‌کارگیری ۶۵ زندانی از اروگاه‌های کار اجباری، کاملاً ویران شد. از ۱۳ کودک باقی مانده، ۲ تا را برای «آلمانی کردن» انتخاب کرده و به آلمان نازی فرستاند. ۱۱ کودک باقی‌مانده را به همراه یک دخترک از روستای لیدیتسه، به اردوگاه مرگ خلمنو فرستاده و در اتاق‌های گاز کشتند.